# Летеньє
Летеньє (угор. Letenye) — місто в західній Угорщині, на південному заході медьє Зала.
Населення Летеньє за даними на 2001 рік — 4552 чол.